# Быза
Быза — река в России, протекает в Пермском крае.

## География
Устье реки находится в 1 км по левому берегу реки Юг, примерно в 3 км к северо-западу от посёлка Кукуштан. Длина реки составляет 10 км.

## Данные водного реестра
По данным государственного водного реестра России относится к Камскому бассейновому округу, водохозяйственный участок реки — Сылва от истока и до устья, речной подбассейн реки — Кама до Куйбышевского водохранилища (без бассейнов рек Белой и Вятки). Речной бассейн реки — Кама.
Код объекта в государственном водном реестре — 10010100812111100013668.